# Calcio agli Island Games 2003 - Torneo maschile
Il torneo di calcio maschile agli Island Games 2003, che si sono svolti sull'isola di Guernsey, fu l'ottava edizione della competizione. I 16 incontri si svolsero tra il 29 giugno ed il 4 luglio 2003 e videro la vittoria finale delle Guernsey.

## Formato
Le quindici squadre furono divise in quattro gruppi, di cui tre da quattro squadre ed uno da tre.
La prima fase prevedeva un girone all'italiana con gare di sola andata; nella seconda le squadre dei due gironi si affrontavano in base alla posizione in classifica per assegnare le posizioni finali, dal quindicesimo al primo posto

## Partecipanti
- Alderney
- Anglesey
- Frøya
- Gibilterra
- Gotland

- Groenlandia
- Guernsey
- Isola di Man
- Isola di Wight
- Isole Shetland

- Jersey
- Isole Orcadi
- Rodi
- Saaremaa
- Sark

## Competizione

### Fase a gironi

#### Gruppo 1
| Squadra      | P.ti | G | V | P | S | GF | GS | DR |
| ------------ | ---- | - | - | - | - | -- | -- | -- |
| Isola di Man | 6    | 2 | 2 | 0 | 0 | 6  | 1  | +5 |
| Anglesey     | 3    | 2 | 1 | 0 | 1 | 3  | 2  | +1 |
| Saaremaa     | 0    | 2 | 0 | 0 | 2 | 0  | 6  | -6 |

| 29 giugno 2003 | Saaremaa | 0 – 2 | Anglesey |  |

| 30 giugno 2003 | Isola di Man | 4 – 0 | Saaremaa |  |

| 1º luglio 2003 | Anglesey | 1 – 2 | Isola di Man |  |

#### Gruppo 2
| Squadra        | P.ti | G | V | P | S | GF | GS | DR |
| -------------- | ---- | - | - | - | - | -- | -- | -- |
| Jersey         | 7    | 3 | 2 | 1 | 0 | 10 | 1  | +9 |
| Isole Shetland | 4    | 3 | 1 | 1 | 1 | 3  | 6  | -3 |
| Gotland        | 3    | 3 | 0 | 3 | 0 | 2  | 2  | 0  |
| Frøya          | 1    | 3 | 0 | 1 | 2 | 4  | 10 | -6 |

| 29 giugno 2003 | Frøya | 1 – 5 | Jersey |  |

| 29 giugno 2003 | Isole Shetland | 0 – 0 | Gotland |  |

| 30 giugno 2003 | Gotland | 2 – 2 | Frøya |  |

| 30 giugno 2003 | Jersey | 5 – 0 | Isole Shetland |  |

| 1º luglio 2003 | Isole Shetland | 3 – 1 | Frøya |  |

| 1º luglio 2003 | Jersey | 0 – 0 | Gotland |  |

#### Gruppo 3
| Squadra      | P.ti | G | V | P | S | GF | GS | DR  |
| ------------ | ---- | - | - | - | - | -- | -- | --- |
| Guernsey     | 6    | 2 | 2 | 0 | 0 | 17 | 1  | +16 |
| Isole Orcadi | 3    | 3 | 1 | 0 | 2 | 4  | 17 | -13 |
| Alderney     | 0    | 3 | 0 | 0 | 3 | 3  | 15 | -12 |
| Rodi         | 6    | 2 | 2 | 0 | 0 | 11 | 2  | +9  |

La partita Rodi-Guernsey fu abbandonata dopo 70 minuti per la riduzione della squadra di Rodi a 6 giocatori. Successivamente Rodi si ritirò dal torneo.
| 29 giugno 2003 | Guernsey | 7 – 1 | Alderney |  |

| 29 giugno 2003 | Rodi | 6 – 1 | Isole Orcadi |  |

| 30 giugno 2003 | Guernsey | 10 – 0 | Isole Orcadi |  |

| 30 giugno 2003 | Rodi | 5 – 1 | Alderney |  |

| 1º luglio 2003 | Isole Orcadi | 3 – 1 | Alderney |  |

| 1º luglio 2003 | Guernsey | sospesa – | Rodi |  |

#### Gruppo 4
| Squadra        | P.ti | G | V | P | S | GF | GS | DR  |
| -------------- | ---- | - | - | - | - | -- | -- | --- |
| Isola di Wight | 6    | 3 | 2 | 0 | 1 | 23 | 3  | +20 |
| Gibilterra     | 6    | 3 | 2 | 0 | 1 | 22 | 2  | +20 |
| Groenlandia    | 6    | 3 | 2 | 0 | 1 | 18 | 3  | +15 |
| Sark           | 0    | 3 | 0 | 0 | 3 | 0  | 55 | -55 |

| 29 giugno 2003 | Gibilterra | 19 – 0 | Sark |  |

| 29 giugno 2003 | Isola di Wight | 1 – 2 | Groenlandia |  |

| 30 giugno 2003 | Isola di Wight | 20 – 0 | Sark |  |

| 30 giugno 2003 | Gibilterra | 2 – 0 | Groenlandia |  |

| 1º luglio 2003 | Isola di Wight | 2 – 1 | Gibilterra |  |

| 1º luglio 2003 | Groenlandia | 16 – 0 | Sark |  |

### Fase finale

#### Finale 13º posto
| Alderney 31 maggio 2003 | Frøya | 15 – 0 | Sark |  |

#### Finali 9º-12º posto

##### Semifinali
| Guernsey 3 luglio 2003 | Alderney | 0 – 3 | Groenlandia |  |

| Guernsey 3 luglio 2003 | Gotland | 3 – 0 | Saaremaa |  |

##### Finale 11º-12º posto
| Guernsey 4 luglio 2003 | Saaremaa | 0 – 1 | Alderney |  |

##### Finale 9º-10º posto
| Guernsey 4 luglio 2003 | Gotland | 2 – 1 (d.t.s.) | Groenlandia |  |

#### Finali 5º-8º posto

##### Semifinali
| Guernsey 3 luglio 2003 | Anglesey | 2 – 1 | Isole Shetland |  |

| Guernsey 3 luglio 2003 | Isole Orcadi | 1 – 7 | Gibilterra |  |

##### Finale 7º-8º posto
| Guernsey 3 luglio 2003 | Isole Orcadi | 0 – 6 | Isole Shetland |  |

##### Finale 5º-6º posto
| Guernsey 4 luglio 2003, ore 14:00 | Gibilterra | 0 – 2 | Anglesey | Corbet Field |

#### Finali 1º-4º posto

##### Semifinali
| Guernsey 3 luglio 2003 | Isola di Man | 2 – 1 | Jersey |  |

| Guernsey 3 luglio 2003 | Guernsey | 3 – 1 | Isola di Wight |  |

##### Finale 3º-4º posto
| Guernsey 4 luglio 2003, ore 14:00 | Jersey | 3 – 0 | Isola di Wight | Blanche Pierre Lane |

### Finale
| Guernsey 4 luglio 2003, ore 17:30 | Guernsey | 3 – 1 | Isola di Man | Garenne Stand: Footes Lane |

## Campione
GUERNSEY
(Secondo titolo)

### Classifica finale
| Pos | Paese          | Medaglia |
| --- | -------------- | -------- |
| 1   | Guernsey       | Oro      |
| 2   | Isola di Man   | Argento  |
| 3   | Jersey         | Bronzo   |
| 4   | Isola di Wight |          |
| 5   | Anglesey       |          |
| 6   | Gibilterra     |          |
| 7   | Isole Shetland |          |
| 8   | Isole Orcadi   |          |
| 9   | Gotland        |          |
| 10  | Groenlandia    |          |
| 11  | Alderney       |          |
| 12  | Saaremaa       |          |
| 13  | Frøya          |          |
| 14  | Sark           |          |
| -   | Rodi           |          |